# Ivan Lovrenović
Ivan Lovrenović (Zagreb, 18. travnja 1943.) je hrvatski pisac, urednik i novinar.

## Život
Osnovnu školu i nižu realnu gimnaziju završio je u Mrkonjić Gradu, a gimnaziju i Filozofski fakultet u Zagrebu (južnoslavenske književnosti, jezik, etnologija).
Do 1976. predavao je književnost u gimnaziji u Mrkonjić-Gradu, potom radio u Sarajevu kao urednik u reviji za kulturu i društvena pitanja Odjek, te kao glavni i odgovorni urednik u izdavačkim kućama Veselin Masleša i Svjetlost.
Od 1992. godine, nakon bijega s obitelji iz okupirane sarajevske četvrti Grbavica, godinu dana je živio u opsjednutom Sarajevu. Supotpisnik je otvorenoga pisma petorice bosansko-hrvatskih intelektualaca (Miljenko Jergović, dr Ivo Komšić, Ivan Kordić, Ivan Lovrenović, Mile Stojić) koje je 6. siječnja 1992. upućeno predsjedniku RH dr. Franji Tuđmanu kao "odgovornomu za političko uništenje Bosne i Hercegovine" [nedostaje izvor]. Od 1993. je u Zagrebu kao službenik-diplomat u veleposlanstvu BiH, zatim u egzilu u Berlinu. Nakon Daytonskoga sporazuma i reintegracije Grbavice 1996. godine, ponovo je u Sarajevu. Živi kao neovisni publicist; redovito surađuje u splitskom političko-satiričnom listu Feral Tribune i u sarajevskom magazinu Dani. 

## Publicistički rad
Književnu prozu, eseje, novinske članke i komentare objavljuje od 1970. godine. Surađivao je u svim važnijim listovima i časopisima u Bosni i Hercegovini i u Jugoslaviji. Proza, članci i eseji prevođeni su mu na njemački, engleski, arapski, ruski, francuski, španjolski, poljski, češki, nizozemski, slovenski, makedonski i druge jezike. Od 1992. do 1996. eseji i članci o aspektima rata u Bosni objavljivani su mu u listovima i časopisima New York Times, Frankfurter Rundschau, Frankfurter Algemeine Zeitung, Die Zeit, Le Messager Europeen itd. Knjiga o kulturnoj historiji Bosne i Hercegovine (Unutarnja zemlja) prevedena je na njemački, češki i engleski jezik.
Uređivao je nekoliko kulturoloških biblioteka u Svjetlosti, u kojima je, između ostaloga, objavio knjige: 
- Bogdan Bogdanović, Knjiga kapitela (1991),
- Jurgis Baltrušaitis, Fantastični srednji vijek (1991),
- Ernst Benz, Duh i život istočne crkve (1991),
- Koran (preveo Mićo Ljubibratić), reprint izdanja iz 1895. godine (1990),
- Julijan Jelenić, Kultura i bosanski franjevci I-II, reprint izdanja iz 1912-15. (1990),
- Anto Kovačić, Biobibliografija franjevaca Bosne Srebrene (1991),
- Nerkez Smailagić, Leksikon islama (1990).

Jedan je od pokretača i urednika časopisa Dani 1992. godine i jedan od osnivača bosanskoga centra međunarodnoga PEN kluba u jesen iste godine u Sarajevu. Bio je član uredništva časopisa za kulturu demokracije Erasmus u Zagrebu te jedan od pokretača i urednika nezavisnoga časopisa Tjednik. Pokrenuo je i uredio dvadeset brojeva sarajevskoga časopisa za kulturu, znanost, društvo i politiku Forum Bosnae. 
Između 1993. i 1997. uređivao s Nenadom Popovićem ediciju bosanske egzilantske književnosti Ex Ponto u zagrebačkoj izdavačkoj kući Durieux. Uređuje književnu biblioteku Dani, u kojoj je tokom 2004/2005. godine objavljeno 60 knjiga. Kod sarajevsko-zagrebačkoga izdavača Synopsis pokrenuo je i uređuje biblioteku Iz Bosne Srebrene - izabrani spisi bosanskih franjevaca od 17. do 20. stoljeća u dvadeset svezaka.

## P. E. N.
Ivan Lovrenović je zajedno s nekoliko bosanskohercegovačkih književnika bio jedan od suosnivača bosanskohercegovačkog P.E.N. centra u 31. listopada 1992. godine u Sarajevu. Nakon prosvjednog pisma Udruženja objavljenog 9. svibnja 2020, a povodom održavanja mise u Katedrali Srca Isusova u Sarajevu 16. svibnja 2020, u spomen na žrtve Pokolja u Bleiburgu 1945. godine, potpisanog od strane 42 člana s Ivicom Đikićem, Miljenkom Jergovićem, Željkom Ivankovićem u otvorenom pismu objavljenom na Lovrenovićevoj web-stranici, izjavio da se ne smatra članom ovog udruženja, a kao jedan od razloga navedeno je toleriranje nacionalizma i fašizma od sarajevske uprave, kao i bosanskohercegovačkog PEN-a, koja dozvoljava veličanje ustaškog pokreta davanjem imena ulica simpatizerima i pripadnicima ustaškog pokreta.

## Djela
Knjige:
- Obašašća i basanja, poetska proza, Sarajevo 1975, Zagreb 2004.
- Putovanje Ivana Frane Jukića, roman, Mostar 1977, Sarajevo 1984, Zagreb 2003, Banja Luka 2005.
- Bosna i Hercegovina, ilustrirana monografija, Sarajevo 1980.
- Književnost bosanskih franjevaca, hrestomatija, Sarajevo 1982.
- Skice, lajtmotivi, eseji, Banja Luka 1986.
- Labirint i pamćenje, kulturnopovijesni esej o Bosni, Sarajevo 1989, 1990, Klagenfurt 1994.
- Liber memorabilium, roman, Zagreb 1994, 2003.
- Ex tenebris, sarajevski dnevnik, Zagreb 1994.
- Welt ohne Brücke – Svijet bez mosta, eseji, Berlin 1994.
- Bosna, kraj stoljeća, eseji, članci, Zagreb 1996.
- Unutarnja zemlja: kratki pregled kulturne povijesti Bosne i Hercegovine, Zagreb 1998, 1999, 2004.
- Bosnien und Herzegowina: Eine Kulturgeschichte, Bozen-Wien 1998.
- Bosna a Hercegovina: Kratky prehled kulturni historie, Praha 2000.
- Bosnia: A Cultural History (predgovor: Ammiel Alcalay), London-New York 2001.
- Bosanski Hrvati: esej o agoniji jedne evropsko-orijentalne mikrokulture, Zagreb 2002.
- Ex tenebris (eseji, članci, razgovori), Zagreb 2005.
- Duh iz sindžira (članci, eseji, polemike), Zagreb 2005.
- Poslije kraja (kronike), Zagreb 2005.
- Bosanski križ : nadgrobna skulptura iz doba turske vlasti (2021.)[7]

Antologije:
- Antologija bosanskohercegovačke pripovijetke XX vijeka (s Enverom Kazazom i Nikolom Kovačem), Sarajevo 2000.
- Za gradom jabuka, 200 najljepših sevdalinki, Sarajevo 2005.

Tekstovi za dokumentarne filmove:
- Sto godina Zemaljskog muzeja u Sarajevu, 1989;
- Stoljeća Bosne Srebrene, 1990.

Izabrana djela I-VIII, Durieux, Zagreb
- Bosanski Hrvati. Esej o agoniji jedne evropsko-orijentalne mikrokulture, 2002.
- Liber memorabilium, 2003.
- Putovanje Ivana Frane Jukića, 2003.
- Unutarnja zemlja. Kratki pregled kulturne povijesti Bosne i Hercegovine, 2004.
- Obašašća i basanja, 2004.
- Ex tenebris. Zapisi, razgovori, 2005.
- Duh iz sindžira. Eseji, članci, polemike (1973-2004), 2005.
- Poslije kraja. Kronike (1997-2005), 2005.

- Kritički prikaz: O djelima Ivana Lovrenovića

Napomena: Bio-bibliografija je validirana "Bon à tirer" osobno od autora.

## Vanjske poveznice
- Šoštarić, Sanja. 20. svibnja 2020. PISMO PROF.DR. SANJE ŠOŠTARIĆ POVODOM OSTAVKI U PEN CENTRU BIH. penbih.ba. Pristupljeno 22. svibnja 2020.
- PEN, BIH. 9. svibnja 2020. POVODOM DANA POBJEDE NAD FAŠIZMOM: PROTESTNO PISMO PROTIV NAJAVLJENE KOMEMORATIVNE MISE ZA BLEIBURG. penbih.ba. Pristupljeno 22. svibnja 2020.
- Sarajevo, Oslobođenje. 20. svibnja 2020. Jergović: PEN centar je nijem na bošnjački nacionalizam i fašizam. oslobodjenje.ba. Pristupljeno 22. svibnja 2020.
- Zagreb, Večernji list. 20. svibnja 2020. Zbog prosvjednog pisma oko mise za Bleiburg Jergović, Đikić i Lovrenović istupili iz P.E.N.-a BiH. vecernji.hr. Pristupljeno 22. svibnja 2020.
- Lovrenović, Ivan. 19. svibnja 2020. ĐIKIĆ, IVANKOVIĆ, JERGOVIĆ I LOVRENOVIĆ ISTUPILI IZ P.E.N. CENTRA U BOSNI I HERCEGOVINI. ivanlovrenovic.com. Pristupljeno 22. svibnja 2020.
- DW. 20. svibnja 2020. Protest protiv protestnog pisma. dw.com. Pristupljeno 22. svibnja 2020.
- Slobodna Evropa. 16. svibnja 2020. Održana misa za žrtve Bleiburga u Sarajevu, protestovali antifašisti. slobodnaevropa.org. Pristupljeno 22. svibnja 2020.

### Ostali projekti
|  | Wikizvor ima izvorni tekst Obašašća i basanja |